# Distretto di Sidi Lahcene
Il distretto di Sidi Lahcene è un distretto della provincia di Sidi Bel Abbes, in Algeria.

## Comuni
Il distretto di Sidi Lahcène comprende 4 comuni:
- Sidi Lahcene
- Amarnas
- Sidi Khaled
- Sidi Yacoub